# Thomas Tuchel
Thomas Tuchel (Krumbach, Baviera; 29 de agosto de 1973) es un exjugador y entrenador de fútbol alemán. Actualmente dirige a la selección de futbol de Inglaterra.
Adicionalmente, ha ganado títulos como entrenador con 4 equipos diferentes: Borussia Dortmund, Paris Saint-Germain, Chelsea y Bayern de Múnich.

## Trayectoria como jugador
Nacido en Krumbach, su carrera como jugador terminó repentinamente a los 25 años, a consecuencia de una lesión crónica en el cartílago de la rodilla. 

## Trayectoria como entrenador
En el año 2000, comenzó su carrera como entrenador, trabajando para los equipos juveniles del VfB Stuttgart durante cinco años. En 2009, tras un exitoso período de un año en el FC Augsburg II, fue contratado por el recién ascendido club Mainz 05 de la Bundesliga.
Guio al Mainz a la estabilidad de la liga durante sus cinco temporadas en el club, y ganó elogios por su estilo de fútbol enérgico y ofensivo. También cultivó una reputación por su enfoque en la promoción de jugadores juveniles. Partió de Mainz en 2014 como resultado de disputas financieras y, en 2015, fue nombrado miembro del Borussia Dortmund, club de la Bundesliga, donde ganó la DFB-Pokal antes de ser despedido en 2017.

### Augsburgo II
Comenzó su carrera como entrenador en 2000, contratado por Ralf Rangnick, haciéndose cargo del equipo sub-19 del VfB Stuttgart, donde ayudó a formar a los futuros jugadores del primer equipo, concretamente a Mario Gómez García y Holger Badstuber. Dirigió el equipo sub-19 del club hasta el título de la Bundesliga sub-19 en la campaña 2004-05. Se marchó después de esa temporada, ya que el club se cansó de su personalidad y decidió no renovar su contrato. Después de cinco años volvió a su antiguo club, el F.C. Augsburgo, donde trabajó como coordinador de los juveniles y entrenador del filial durante tres años. El director deportivo del club señaló que la admiración del club por su disciplina táctica le llevó a ser nombrado coordinador del equipo juvenil. Fue contratado a pesar de carecer de la licencia profesional de la UEFA, que obtuvo en un curso de seis meses y medio en la ciudad de Colonia. Ocupó el puesto de coordinador durante tres años, y finalmente pasó a la dirección después de que le ofrecieran el puesto de entrenador del primer equipo del FC Augsburg II para la temporada 2007-08. Con el Augsburgo II, entrenó a un equipo en el que figuraba Julian Nagelsmann, un defensa propenso a las lesiones, que hizo la transición a la carrera de entrenador después de que Tuchel le encargara la búsqueda de talentos para el club en 2008. Tuchel también se ganó una reputación por su combustión hacia los árbitros durante los partidos, recibiendo a menudo multas de la Asociación de Fútbol de Baviera (BFV) como resultado. Al final de la temporada 2007-08 de la Landesliga Bayern-Süd, el Augsburgo II de Tuchel terminó cuarto.

### Mainz 05
El 3 de agosto de 2009, fue nombrado como el nuevo entrenador del recién ascendido 1. FSV Mainz 05, pocos días antes del comienzo de la Bundesliga. La composición de la plantilla se reflejó en su planteamiento táctico en el Mainz, ya que, a pesar de contar con jugadores técnicamente inferiores, les instruyó para que utilizaran la distribución en largo y se centraran en presionar con el balón, normalmente sobrecargando una parte del campo contrario para crear menos espacio para generar oportunidades de contraataque, ya que la implacable presión alta crearía ocasiones al despistar o forzar los errores del rival. Su táctica de presión y juego posicional lo llevó a lograr una cómoda permanencia en su primera temporada, llevando al equipo a la 9.ª posición en la Bundesliga 2009-10.
En la temporada 2010-11, tuvo un gran comienzo con el Mainz 05, ganando los 7 primeros partidos (incluyendo una victoria a domicilio ante el Bayern de Múnich) y situándose líder del campeonato. Finalmente, el equipo revelación de la temporada terminó quinto en la clasificación, obteniendo el pase a la Europa League. Sólo cuatro equipos de la Bundesliga marcaron más goles que el Mainz 05 en la campaña 2010-11, que había marcado 52 goles en total. De esos goles, quince los había marcado la estrella emergente André Schürrle, y diez Sami Allagui, que era una pieza clave de la maquinaria de presión de Tuchel.
En la temporada siguiente, el Mainz terminó en la 13.ª posición, tras perder a Schürrle, que se marchó al Bayer Leverkusen en verano. La falta de forma de Allagui se sumó a los problemas del Mainz en ataque, aunque el nuevo fichaje Eric Maxim Choupo-Moting fue capaz de marcar diez goles, y la organización y disciplina del centrocampista Julian Baumgartlinger ayudaron al equipo y lo "marcaron" como futuro capitán del club. El Mainz sufrió una temprana eliminación en la Europa League, y terminó la temporada con 39 puntos, el total más bajo durante la etapa de Tuchel en el club. En la temporada 2012-13, el Mainz repetiría su puesto de la temporada anterior. A pesar de un mal comienzo y final de temporada, hubo muchos menos problemas que en la campaña anterior, y el equipo terminó seis puntos por debajo del séptimo puesto. Ádám Szalai, que anotó trece goles, resolvió los problemas de anotación en la delantera, mientras que Nicolai Müller y Andreas Ivanschitz marcaron ocho y siete goles respectivamente. El Mainz fue eliminado en los cuartos de final de la Copa de Alemania. En la que sería su última temporada en el club, en la Bundesliga 2013-14, Tuchel llevó al Mainz al 7.º puesto, donde se clasificó nuevamente para la Liga Europa. Al principio de la temporada, incorporó al delantero japonés Shinji Okazaki. El delantero, que se situó en el centro de la defensa, realizó una gran temporada, marcando 15 goles en la Bundesliga, un récord para un jugador japonés. Tuchel dimitió apenas terminó el curso.

### Borussia Dortmund
El 19 de abril de 2015, fue confirmado como nuevo técnico del Borussia Dortmund a partir de la temporada 2015-16, sustituyendo a Jürgen Klopp. El Dortmund, preguntando por la disponibilidad de varios entrenadores, se decantó rápidamente por Tuchel, deseoso de incorporar una filosofía futbolística similar basada en la prensa, convertida en marca del club bajo Klopp. Tanto Klopp como Tuchel completaron el mismo camino de pasar del Maguncia al Dortmund.
Tras obtener buenos resultados en la pretemporada, ganó sus 9 primeros partidos oficiales, contando las tres competiciones: UEFA Europa League, Copa de Alemania y Bundesliga, situándose como líder del campeonato doméstico. De hecho, logró el mejor inicio de la historia de la Bundesliga, con 4 victorias de 4 posibles y una diferencia de goles de +12. El Borussia Dortmund terminó la primera vuelta de la Bundesliga como 2.º clasificado con 38 puntos, 8 menos que el líder. En la Europa League, el equipo de Tuchel llegó a los cuartos de final, donde fue eliminado por el Liverpool por un resultado global de 5-4. Finalmente, Tuchel termina su primera temporada en el Signal Iduna Park como subcampeón de la Bundesliga y de la Copa.
En su segunda campaña como técnico del Borussia Dortmund, Tuchel llevó a su equipo a los cuartos de final de la Liga de Campeones, donde fue eliminado por el Mónaco. En la Bundesliga terminó como 3.er clasificado, obteniendo el acceso directo a la próxima edición de Liga de Campeones. El 27 de mayo de 2017, terminó el curso proclamándose campeón de la Copa de Alemania 2016-17. Sólo tres días después fue despedido, aparentemente más por discrepancias con los dirigentes del club que por cuestiones deportivas.

### Paris Saint-Germain
El 14 de mayo de 2018, el Paris Saint-Germain anunció su contratación para las dos próximas temporadas. En su primer partido oficial al mando del equipo francés, ganó la Supercopa de Francia contra el Mónaco (4-0). Bajo su dirección, el París Saint-Germain protagonizó el mejor inicio de la historia de la Ligue 1, ganando sus 9 primeros partidos, además de ser el máximo goleador y el menos goleado de la competición. Tras jugar 18 partidos en la Ligue 1, el equipo francés sumó 50 puntos (16 victorias y 2 empates), estableciendo un nuevo récord en la historia de este torneo. Sin embargo, también fue eliminado de la Copa de la Liga, un título que había ganado en sus 5 anteriores ediciones, al perder ante el Guingamp en cuartos de final (1-2). En la Liga de Campeones, el PSG sufrió una decepcionante eliminación ante el Manchester United en octavos de final debido a la regla del gol de visitante, perdiendo el partido de vuelta (1-3) tras haber ganado en el choque de ida (0-2). Finalmente terminó la temporada conquistando la Ligue 1 y perdiendo la final de la Copa de Francia por penaltis. El 25 de mayo de 2019, renovó su contrato con el club por un año adicional.
En la temporada 2019-20, el París Saint-Germain se proclamó campeón de los 4 torneos nacionales: Supercopa de Francia, Ligue 1, Copa de Francia y Copa de la Liga. También llegó a la final de la Liga de Campeones por primera vez en su historia, pero perdió contra el Bayern de Múnich.
El 29 de diciembre de 2020, el París Saint-Germain comunicó la destitución de Tuchel. En aquel momento, el equipo parisino ocupaba la 3.ª posición en la Ligue 1, a un punto del líder, tras 17 jornadas de competición; y se había clasificado para octavos de final de la Liga de Campeones como primero de grupo.

### Chelsea
El 26 de enero de 2021, el Chelsea F. C. anunció su contratación hasta junio de 2022, con opción de renovar por un año más, convirtiéndose en el primer técnico alemán de la historia del club inglés. En sus primeros 11 partidos al frente del club, Tuchel consiguió unos números brillantes. Con 8 victorias y 3 empates, protagonizó el mejor comienzo de un entrenador en la historia de los azules. Además de los resultados, la defensa mostró una gran evolución, ya que el club sólo ha recibido 2 goles en estos 11 partidos, incluso sin la presencia del lesionado Thiago Silva. Perdieron el invicto después de 14 partidos frente al West Bromwich Albion en Stamford Bridge, por un sorprendente 5-2. Bajo su dirección, el equipo londinense terminó 4.º en la Premier League, cayó en la cuarta ronda al ser derrotado en los penaltis por 5-4 ante el Tottenham Hotspurs en la Copa de la liga y fue subcampeón de la FA Cup perdiendo por 1-0 ante el Leicester City en Wembley.
En la Champions League, se aseguró un puesto en los cuartos de final con dos victorias (1-0 en la ida y 2-0 en la vuelta) ante el Atlético de Madrid de Diego Simeone, siendo la primera vez que los Blues consiguen pasar de octavos desde la temporada 2013/14. Luego los azules hicieron méritos para vencer al Porto por 2-0 en la ida de los cuartos de final, donde luego logró clasificarse para la semifinal en el partido de vuelta, a pesar de la derrota por 1-0. Su rival en la semifinal fue el Real Madrid, en el partido de ida en Madrid, el equipo jugó mejor y se fue con un buen resultado (1-1), ya en Londres, el equipo ganó 2-0 y llegó por tercera vez en la historia a una final de la Champions. El 29 de mayo de 2021 conquistó la copa tras ganar al Manchester City en la final (1-0), convirtiéndose en el único entrenador en la historia de la competición en llegar a dos finales consecutivas al mando de dos equipos distintos, además de ganarla habiendo llegado al equipo hace apenas 6 meses.
El 4 de junio de 2021, el Chelsea comunicó que había renovado su contrato con Tuchel hasta el año 2024. El 11 de agosto de 2021, el equipo londinense volvió a ganar un título europeo, convirtiéndose en bicampeón de la Supercopa de la UEFA en el Windsor Park de Belfast, al vencer al Villarreal por 6-5 en la tanda de penaltis, tras empatar 1-1 en el tiempo reglamentario y en la prórroga, con un gol de Ziyech.
El 12 de febrero de 2022, se consagró nuevamente con el Chelsea, ganando el Mundial de Clubes por primera vez en la historia del club londinense. De esta manera, se convirtió en el primer entrenador de todos los tiempos de la entidad blue que gana la Champions League, Supercopa de Europa y el Mundial de Clubes.
El 7 de septiembre de 2022, fue destituido como entrenador del Chelsea tras perder 1-0 contra el Dinamo Zagreb en el primer partido de la fase de grupos de la Champions League y ocupando la 6.ª posición en la Premier League.

### Bayern de Múnich
El 24 de marzo de 2023, el Bayern de Múnich anunció a Tuchel como nuevo entrenador del equipo bávaro hasta junio de 2025, reemplazando a Julian Nagelsmann. Debutó con una victoria por 4 a 2 contra el Borussia Dortmund; pero unos pocos días después, fue eliminado en cuartos de final de la Copa de Alemania por el SC Friburgo. El 27 de mayo de 2023, Tuchel ganó su primera Bundesliga después de vencer en la última jornada al FC Colonia, por un marcador de 2-1. De esta manera, el Bayern de Múnich se convirtió en el primer y único equipo profesional de fútbol en toda la historia en ganar 11 ligas locales de manera consecutiva.El 21 de febrero de 2024, se anunció que Tuchel dejaría el cargo de entrenador del equipo alemán al término de la temporada.

### Selección de Inglaterra
El 16 de octubre de 2024, fue confirmado como entrenador de la selección de Inglaterra a partir del 2025.

## Estadísticas como entrenador

#### Clubes
| Equipo                       | Div.         | Temporada    | Liga | Liga | Liga | Liga | Liga |    | Copa | Copa | Copa | Copa |    | Internacional | Internacional | Internacional | Internacional | Internacional |   | Otros | Otros | Otros | Otros |     | Totales     | Totales | Totales | Totales | Totales | Totales | Totales | Totales |
| Equipo                       | Div.         | Temporada    | PD   | G    | E    | P    | Pos. | PD | G    | E    | P    | PD   | G  | E             | P             | Pos.          | PD            | G             | E | P     | PD    | G     | E     | P   | Rendimiento | GF      | GC      | Dif.    |         |         |         |         |
| ---------------------------- | ------------ | ------------ | ---- | ---- | ---- | ---- | ---- | -- | ---- | ---- | ---- | ---- | -- | ------------- | ------------- | ------------- | ------------- | ------------- | - | ----- | ----- | ----- | ----- | --- | ----------- | ------- | ------- | ------- | ------- | ------- | ------- | ------- |
| Augsburg II · Alemania       | 5.ª          | 2007-08      | 34   | 20   | 8    | 6    | 4.º  | -  | -    | -    | -    | -    | -  | -             | -             | -             | -             | -             | - | -     | 34    | 20    | 8     | 6   | 66.66%      | 80      | 45      | +35     |         |         |         |         |
| Augsburg II · Alemania       | Total        | Total        | 34   | 20   | 8    | 6    | -    | -  | -    | -    | -    | -    | -  | -             | -             | -             | -             | -             | - | -     | 34    | 20    | 8     | 6   | 66.66%      | 80      | 45      | +35     |         |         |         |         |
| Mainz 05 · Alemania          | 1.ª          | 2009-10      | 34   | 12   | 11   | 11   | 9.º  | 1  | 0    | 0    | 1    | -    | -  | -             | -             | -             | -             | -             | - | -     | 35    | 12    | 11    | 12  | 44.77%      | 37      | 44      | -7      |         |         |         |         |
| Mainz 05 · Alemania          | 1.ª          | 2010-11      | 34   | 18   | 4    | 12   | 5.º  | 2  | 1    | 0    | 1    | -    | -  | -             | -             | -             | -             | -             | - | -     | 36    | 19    | 4     | 13  | 56.48%      | 55      | 42      | +13     |         |         |         |         |
| Mainz 05 · Alemania          | 1.ª          | 2011-12      | 34   | 9    | 12   | 13   | 13.º | 3  | 2    | 0    | 1    | 2    | 0  | 2             | 0             | 3ªR           | -             | -             | - | -     | 39    | 11    | 14    | 14  | 40.18%      | 52      | 56      | -4      |         |         |         |         |
| Mainz 05 · Alemania          | 1.ª          | 2012-13      | 34   | 10   | 12   | 12   | 13.º | 4  | 3    | 0    | 1    | -    | -  | -             | -             | -             | -             | -             | - | -     | 38    | 13    | 12    | 13  | 44.74%      | 52      | 48      | +4      |         |         |         |         |
| Mainz 05 · Alemania          | 1.ª          | 2013-14      | 34   | 16   | 5    | 13   | 7.º  | 2  | 1    | 0    | 1    | -    | -  | -             | -             | -             | -             | -             | - | -     | 36    | 17    | 5     | 14  | 51.85%      | 54      | 56      | -2      |         |         |         |         |
| Mainz 05 · Alemania          | Total        | Total        | 170  | 65   | 44   | 61   | -    | 12 | 7    | 0    | 5    | 2    | 0  | 2             | 0             | -             | -             | -             | - | -     | 184   | 72    | 46    | 66  | 47.54%      | 250     | 246     | +4      |         |         |         |         |
| Borussia Dortmund · Alemania | 1.ª          | 2015-16      | 34   | 24   | 6    | 4    | 2.º  | 6  | 5    | 1    | 0    | 16   | 11 | 2             | 3             | 1/4           | -             | -             | - | -     | 56    | 40    | 9     | 7   | 76.79%      | 138     | 52      | +86     |         |         |         |         |
| Borussia Dortmund · Alemania | 1.ª          | 2016-17      | 34   | 18   | 10   | 6    | 3.º  | 6  | 4    | 2    | 0    | 10   | 5  | 2             | 3             | 1/4           | 1             | 0             | 0 | 1     | 51    | 27    | 14    | 10  | 62.09%      | 113     | 63      | +50     |         |         |         |         |
| Borussia Dortmund · Alemania | Total        | Total        | 68   | 42   | 16   | 10   | -    | 12 | 9    | 3    | 0    | 26   | 16 | 4             | 6             | -             | 1             | 0             | 0 | 1     | 107   | 67    | 23    | 17  | 69.79%      | 251     | 115     | +136    |         |         |         |         |
| Paris Saint-Germain Francia  | 1.ª          | 2018-19      | 38   | 29   | 4    | 5    | 1.º  | 8  | 6    | 1    | 1    | 8    | 4  | 2             | 2             | 1/8           | 1             | 1             | 0 | 0     | 55    | 40    | 7     | 8   | 76.97%      | 149     | 52      | +97     |         |         |         |         |
| Paris Saint-Germain Francia  | 1.ª          | 2019-20      | 27   | 22   | 2    | 3    | 1.º  | 10 | 9    | 1    | 0    | 11   | 8  | 1             | 2             | 2.º           | 1             | 1             | 0 | 0     | 49    | 40    | 4     | 5   | 84.35%      | 136     | 35      | +101    |         |         |         |         |
| Paris Saint-Germain Francia  | 1.ª          | 2020-21      | 17   | 11   | 2    | 4    | 2.º  | -  | -    | -    | -    | 6    | 4  | 0             | 2             | Inc.          | -             | -             | - | -     | 23    | 15    | 2     | 6   | 68.12%      | 52      | 16      | +36     |         |         |         |         |
| Paris Saint-Germain Francia  | Total        | Total        | 82   | 62   | 8    | 12   | -    | 18 | 15   | 2    | 1    | 25   | 16 | 3             | 6             | -             | 2             | 2             | 0 | 0     | 127   | 95    | 13    | 19  | 78.21%      | 337     | 103     | +234    |         |         |         |         |
| Chelsea Inglaterra           | 1.ª          | 2020-21      | 19   | 11   | 5    | 3    | 4.º  | 4  | 3    | 0    | 1    | 7    | 5  | 1             | 1             | 1.º           | -             | -             | - | -     | 30    | 19    | 6     | 5   | 70%         | 38      | 16      | +22     |         |         |         |         |
| Chelsea Inglaterra           | 1.ª          | 2021-22      | 38   | 21   | 11   | 6    | 3.º  | 12 | 8    | 4    | 0    | 10   | 7  | 1             | 2             | 1/4           | 3             | 2             | 1 | 0     | 63    | 38    | 17    | 8   | 69.31%      | 122     | 51      | +71     |         |         |         |         |
| Chelsea Inglaterra           | 1.ª          | 2022-23      | 6    | 3    | 1    | 2    | Inc. | -  | -    | -    | -    | 1    | 0  | 0             | 1             | Inc.          | -             | -             | - | -     | 7     | 3     | 1     | 3   | 47.62%      | 8       | 10      | -2      |         |         |         |         |
| Chelsea Inglaterra           | Total        | Total        | 63   | 35   | 17   | 11   | -    | 16 | 11   | 4    | 1    | 18   | 12 | 2             | 4             | -             | 3             | 2             | 1 | 0     | 100   | 60    | 24    | 16  | 68%         | 168     | 77      | +91     |         |         |         |         |
| Bayern Múnich · Alemania     | 1.ª          | 2022-23      | 9    | 6    | 1    | 2    | 1.º  | 1  | 0    | 0    | 1    | 2    | 0  | 1             | 1             | 1/4           | -             | -             | - | -     | 12    | 6     | 2     | 4   | 55.56%      | 22      | 17      | +5      |         |         |         |         |
| Bayern Múnich · Alemania     | 1.ª          | 2023-24      | 34   | 23   | 3    | 8    | 3.º  | 2  | 1    | 0    | 1    | 12   | 7  | 3             | 2             | 1/2           | 1             | 0             | 0 | 1     | 49    | 31    | 6     | 12  | 67.35%      | 120     | 63      | +57     |         |         |         |         |
| Bayern Múnich · Alemania     | Total        | Total        | 43   | 29   | 4    | 10   | -    | 3  | 1    | 0    | 2    | 14   | 7  | 4             | 3             | -             | 1             | 0             | 0 | 1     | 61    | 37    | 8     | 16  | 65.03%      | 142     | 80      | +62     |         |         |         |         |
| Total clubes                 | Total clubes | Total clubes | 460  | 253  | 97   | 110  | -    | 61 | 43   | 9    | 9    | 85   | 51 | 15            | 19            | -             | 7             | 4             | 1 | 2     | 613   | 351   | 122   | 140 | 63.89%      | 1228    | 666     | +562    |         |         |         |         |
| 1. 2. 3.                     |              |              |      |      |      |      |      |    |      |      |      |      |    |               |               |               |               |               |   |       |       |       |       |     |             |         |         |         |         |         |         |         |

#### Selección
| Inglaterra          | 2024-25             | -   | -   | -  | -   | - | 3  | 3  | 0 | 0 | -  | -  | -  | -  | - | 1 | 0 | 0 | 1 | 4   | 3   | 0   | 1   | 75%    | 7    | 3   | +4   |
| Inglaterra          | 2025-26             | -   | -   | -  | -   | - | 0  | 0  | 0 | 0 | -  | -  | -  | -  | - | 0 | 0 | 0 | 0 | 0   | 0   | 0   | 0   | 0%     | 0    | 0   | +0   |
| Total selección     | Total selección     | 0   | 0   | 0  | 0   | - | 3  | 3  | 0 | 0 | 0  | 0  | 0  | 0  | - | 1 | 0 | 0 | 1 | 4   | 3   | 0   | 1   | 75%    | 7    | 3   | +4   |
| Total en su carrera | Total en su carrera | 460 | 253 | 97 | 110 | - | 64 | 46 | 9 | 9 | 85 | 51 | 15 | 19 | - | 8 | 4 | 1 | 3 | 617 | 354 | 122 | 141 | 63.96% | 1235 | 669 | +566 |

##### Estadísticas como seleccionador de Inglaterra
| Torneo                          | PJ | PG | PE | PP | GF | GC | DF | Pts | Mejor Resultado | Rendimiento |
| ------------------------------- | -- | -- | -- | -- | -- | -- | -- | --- | --------------- | ----------- |
| Copa Mundial de Fútbol          | 0  | 0  | 0  | 0  | 0  | 0  | +0 | 0   | En disputa      | 0%          |
| Eurocopa                        | 0  | 0  | 0  | 0  | 0  | 0  | +0 | 0   | En disputa      | 0%          |
| Liga de las Naciones de la UEFA | 0  | 0  | 0  | 0  | 0  | 0  | +0 | 0   | En disputa      | 0%          |
| Clasificatorias Mundialistas    | 3  | 3  | 0  | 0  | 6  | 0  | +6 | 9   | En disputa      | 100%        |
| Clasificatorias Eurocopa        | 0  | 0  | 0  | 0  | 0  | 0  | +0 | 0   | En disputa      | 0%          |
| Amistosos                       | 1  | 0  | 0  | 1  | 1  | 3  | -2 | 0   | +0 PG           | 0%          |
| Total                           | 4  | 3  | 0  | 1  | 7  | 3  | +4 | 9   | Sin títulos     | 75%         |

### Resumen por competiciones
| Competición                  | Partidos | Ganados | Empatados | Perdidos | %      | Resultado        |
| Clubes                       | Clubes   | Clubes  | Clubes    | Clubes   | Clubes | Clubes           |
| ---------------------------- | -------- | ------- | --------- | -------- | ------ | ---------------- |
| Landesliga Bayern-Süd        | 34       | 20      | 8         | 6        | 66.66% | 4.º lugar        |
| Bundesliga                   | 281      | 136     | 64        | 81       | 55.99% | Campeón          |
| Copa de Alemania             | 27       | 17      | 3         | 7        | 66.66% | Campeón          |
| Supercopa de Alemania        | 2        | 0       | 0         | 2        | 0%     | Subcampeón       |
| Ligue 1                      | 82       | 62      | 8         | 12       | 78.86% | Campeón          |
| Copa de Francia              | 12       | 11      | 1         | 0        | 94.45% | Campeón          |
| Copa de la Liga de Francia   | 6        | 4       | 1         | 1        | 72.23% | Campeón          |
| Supercopa de Francia         | 2        | 2       | 0         | 0        | 100%   | Campeón          |
| Premier League               | 63       | 35      | 17        | 11       | 64.55% | 3.er lugar       |
| FA Cup                       | 10       | 8       | 1         | 1        | 83.33% | Subcampeón       |
| EFL Cup                      | 6        | 3       | 3         | 0        | 66.67% | Subcampeón       |
| Liga de Campeones de la UEFA | 67       | 40      | 11        | 16       | 65.17% | Campeón          |
| Liga Europea de la UEFA      | 18       | 11      | 4         | 3        | 68.52% | Cuartos de final |
| Supercopa de la UEFA         | 1        | 0       | 1         | 0        | 33.33% | Campeón          |
| Mundial de Clubes de la FIFA | 2        | 2       | 0         | 0        | 100%   | Campeón          |
| Total clubes                 | 613      | 351     | 122       | 140      | 63.89% | 11 Títulos       |
| Selección                    |          |         |           |          |        |                  |
| Liga de Naciones             | 0        | 0       | 0         | 0        | 0%     | En disputa       |
| Clasificatorias Eurocopa     | 0        | 0       | 0         | 0        | 0%     | En disputa       |
| Eurocopa                     | 0        | 0       | 0         | 0        | 0%     | En disputa       |
| Clasificatorias Mundial      | 3        | 3       | 0         | 0        | 100%   | En disputa       |
| Amistosos                    | 1        | 0       | 0         | 1        | 0%     | +0 PG            |
| Total selección              | 4        | 3       | 0         | 1        | 75%    | Sin Títulos      |
| Total en su carrera          | 617      | 354     | 122       | 141      | 63.96% | 11 Títulos       |

## Palmarés como entrenador

### Campeonatos nacionales
| Título                     | Equipo              | País     | Año     |
| -------------------------- | ------------------- | -------- | ------- |
| Copa de Alemania           | Borussia Dortmund   | Alemania | 2016-17 |
| Supercopa de Francia       | París Saint-Germain | Francia  | 2018    |
| Ligue 1                    | París Saint-Germain | Francia  | 2018-19 |
| Supercopa de Francia       | París Saint-Germain | Francia  | 2019    |
| Ligue 1                    | París Saint-Germain | Francia  | 2019-20 |
| Copa de Francia            | París Saint-Germain | Francia  | 2019-20 |
| Copa de la Liga de Francia | París Saint-Germain | Francia  | 2019-20 |
| Bundesliga                 | Bayern de Múnich    | Alemania | 2022-23 |

### Campeonatos internacionales
| Título                       | Equipo        | Sede    | Año     |
| ---------------------------- | ------------- | ------- | ------- |
| Liga de Campeones de la UEFA | Chelsea F. C. | Oporto  | 2020-21 |
| Supercopa de Europa          | Chelsea F. C. | Belfast | 2021    |
| Mundial de Clubes de la FIFA | Chelsea F. C. | EAU     | 2021    |

### Distinciones individuales
| Distinción                                | Año  |
| ----------------------------------------- | ---- |
| Entrenador del año en Alemania            | 2021 |
| Entrenador del año de la UEFA             | 2021 |
| Mejor entrenador del mundo según la IFFHS | 2021 |
| Premio The Best FIFA al mejor entrenador  | 2021 |